# Ripalta Guerina
Ripalta Guerina (lombardul: Riultelina) település Olaszországban, Lombardia régióban, Cremona megyében. Lakosainak száma 551 fő (2023. január 1.). Ripalta Guerina Moscazzano, Ripalta Arpina, Ripalta Cremasca és Montodine községekkel határos.

## Népesség
A település lakossága az elmúlt években az alábbi módon változott:
| Lakosok száma | 537  | 529  | 532  | 551  |
|               | 2013 | 2017 | 2018 | 2023 |